# St. Oswald (Großwalbur)

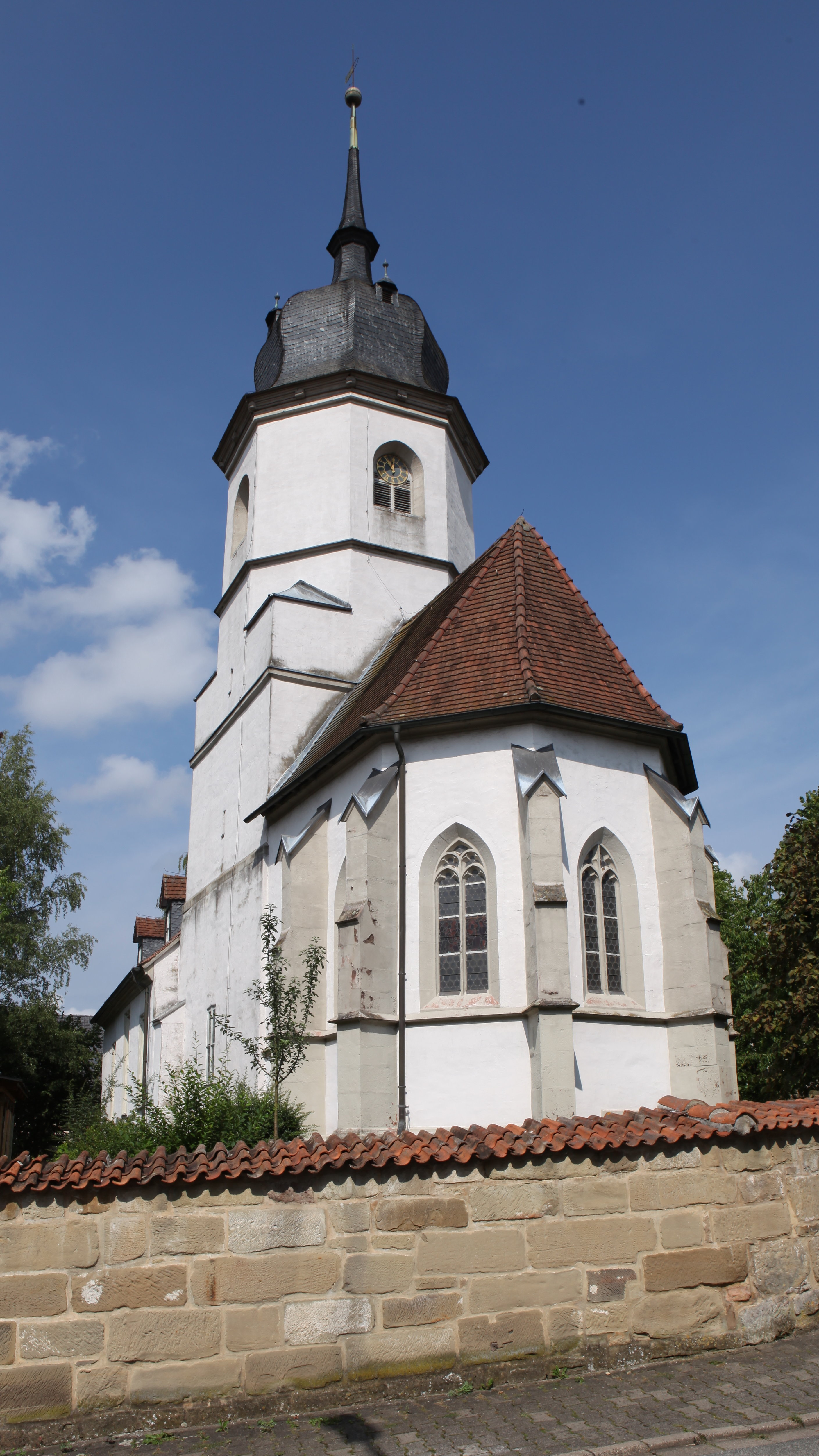
St. Oswald in Großwalbur

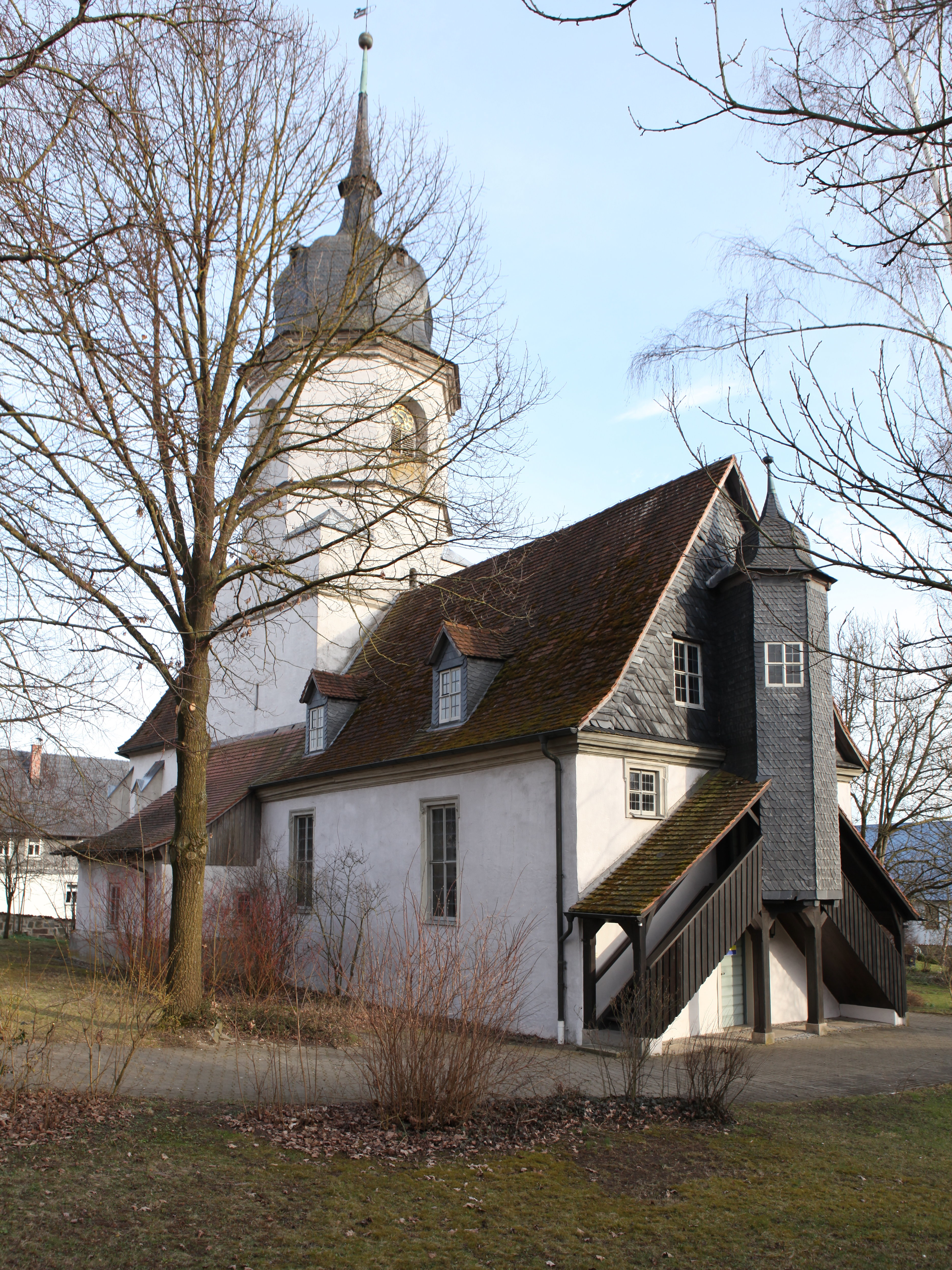
Westfassade

Die evangelisch-lutherische Kirche St. Oswald im oberfränkischen Großwalbur stammt in ihren ältesten Teilen aus dem 12. Jahrhundert.

## Baugeschichte
Eine Kapelle stand schon lange vor 1400 in Großwalbur. Ein Gotteshaus und eine zugehörige Vikarei gilt um 1400 als gesichert. Die Mutterkirche der Vikarei war die Pfarrei Oettingshausen, die zwischen 1250 und 1300 gegründet worden war und zuvor zur Urpfarrei Heldburg gehörte.
Der Kern der Kirche, insbesondere die unteren Geschosse des Turmes, wird dem 12. Jahrhundert zugeordnet. Zwischen 1477 und 1485 wurde das Gotteshaus umgebaut und um den Chorraum erweitert.
Am 21. Juli 1469 wurde Johannes Harhoff durch den Würzburger Bischof Rudolf II. von Scherenberg zum ersten Pfarrer von Großwalbur berufen. Die erste Kirchenvisitation war 1528/29. Im Jahr 1535 war Großwalbur als Pfarrkirche endgültig von der Mutterpfarrei Oettingshausen getrennt.
Der Anbau der Sakristei wird auf vor 1634 datiert. 1706/1707 erfolgte ein umfangreicher Umbau, bei dem zur Erweiterung des Kirchenschiffes die drei Seitenwände versetzt wurden. 1748/49 erhielt der Turm eine neue Spitze. Als Wehrkirche war das Gotteshaus Teil einer Befestigungsanlage und wurde bis 1772 von einer 3,1 bis 4,6 Meter hohen Wehrmauer mit Gaden umgeben.
1873 wurden die Pfarreien Großwalbur und Breitenau zusammengelegt. Wohnsitz des gemeinsamen Pfarrers wurde Großwalbur. Im Jahr 1999 erfolgte die Auflösung des Zusammenschlusses.

## Beschreibung
Der Kirchturm hat einen romanischen unteren Teil mit schmalen rechteckigen Fenstern an der Nord- und Südseite im ersten Obergeschoss, einem umlaufenden Gesims und einem Stück des zweiten Obergeschosses mit Lichtspalten. Den oberen Abschluss bildet ein achteckiger, barocker Aufsatz mit Spitzbogenfenstern und einer Schweifkuppel mit Arkadenaufsatz und Helm. Der Innenraum unter dem Turm, zwischen dem Langhaus und Chorraum gelegen, ist 4,0 Meter lang. Er wird durch ein rund 3,7 Meter weites Tonnengewölbe überspannt. Ein runder Bogen bildet den Abschluss zum Kirchenschiff.
Das barock gestaltete Langhaus ist 11,9 Meter lang und 7,5 Meter breit. Es hat ein Satteldach mit vier Gauben. Das Kircheninnere wird durch eine an den Längsseiten zweigeschossige Empore geprägt. Die Decke des Kirchenschiffes besteht aus hölzernen Halbtonnen über den Emporen und einer Tonne über dem Mittelraum und wird von den Holzsäulen der Emporen getragen. Rechteckige mit Fascien profilierte Fenster, zwei an der Nordseite, drei an der Südseite und zwei oben an der Westseite gliedern die Fassade. Vor der Westfassade mit dem Eingangsportal steht der Aufgang zu den Emporen und zum Dachboden, bestehend aus zwei überdachten Treppenläufen und einem runden, verschieferten Treppenturm mit einer Schweifkuppel.
Der spätgotisch gestaltete, fünfseitige Chorraum ist 7,0 Meter lang und 5,6 Meter breit. Er hat als Decke zwei Joche mit Sterngewölben, deren kehlprofilierte Rippen von Konsolen getragen werden und Schlusssteine mit jetzt leeren Wappenschilden. Die mittelgroßen Chorfenster, je eines an der Ost-, Nordost-, Südostseite und im zweiten Joch der Südseite, getrennt durch Strebepfeiler zieren spätgotisches Maßwerk. Im ersten Joch an der Südseite befindet sich eine schmale, spitzbogige Tür, über der ein rechteckiges Sandsteinrelief vorhanden ist, das eine kleine Kreuzigungsgruppe zeigt, die auf das Jahr 1505 datiert wird. Ein steinernes Sakramentshäuschen befindet sich an der Nordwand des Chorraumes. Es hat eine Spitzbogenblende über der ein Christuskopf in Flachrelief und ein größerer Helm angeordnet sind.

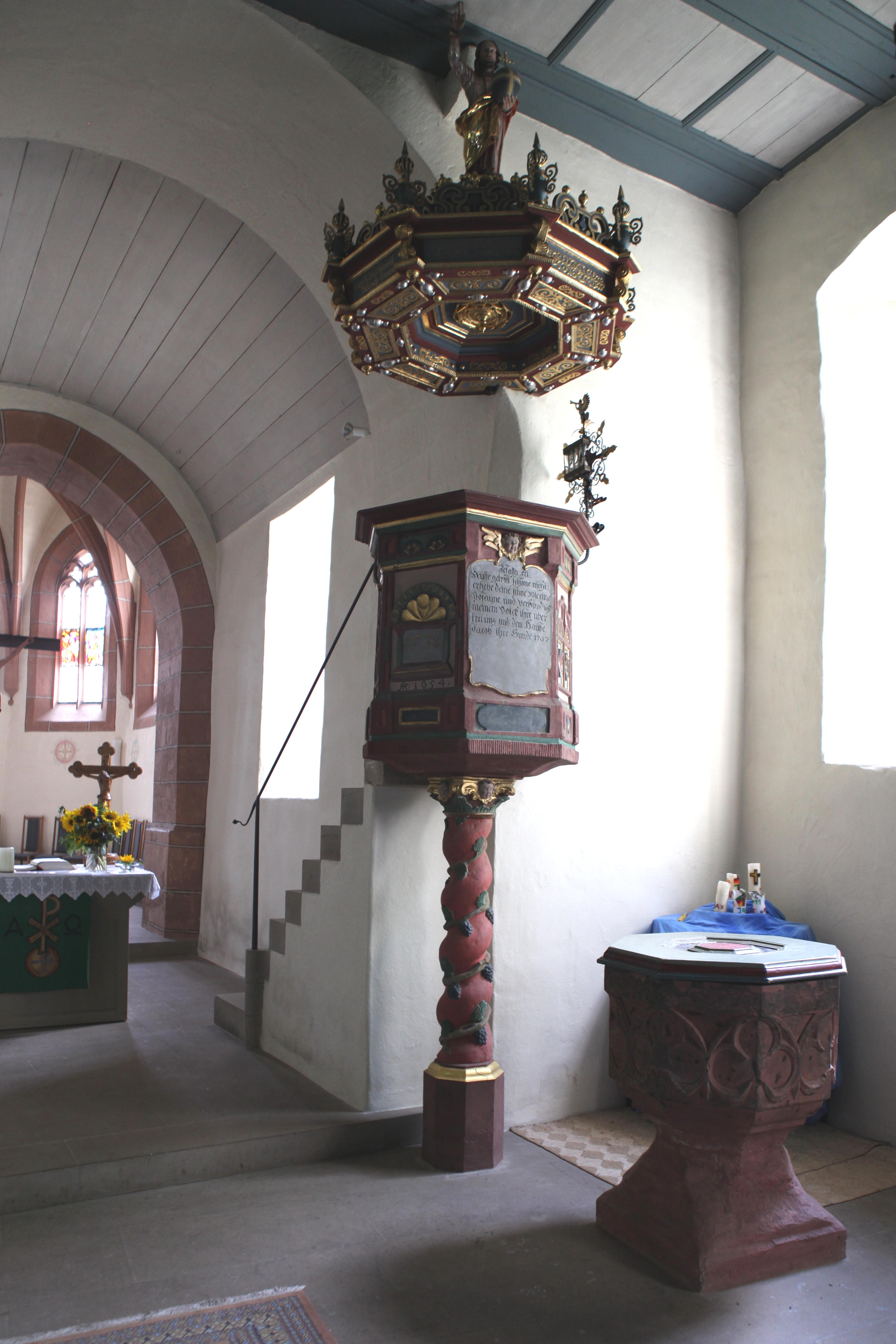
Kanzel

## Ausstattung
Der Taufstein und die Kanzel (siehe Kanzel (Großwalbur)) wurden 1538 aufgestellt. Der Taufstein ist achteckig, pokalförmig und reich gegliedert. Die Kanzel steht im Langhaus am südlichen Pfeiler des Bogens, der Langhaus und Mittelbau trennt. Sie ist aus rotem Sandstein und ruht auf einer im Schaft gewundenen und mit Weinlaub umwundenen Säule. Die Brüstungsfelder zeigen Wappen, Ornamente und Bibelworte. Auf der Kanzelbrüstung steht eine große Sanduhr für die Bemessung der Predigtlänge.
1680 erhielt die Kirche eine neue Orgel. Das nächste Instrument errichtete auf der Westempore von 1734 bis 1736 der Orgelbauer Georg Ernst Wiegleb aus Schney. Ein Orgelneubau erfolgte 1838 durch den Neustadter Georg Christoph Hofmann. Das Ostheimer Orgelbauunternehmen Gebrüder Hoffman reparierte 1953 das Instrument und führte 1964 eine Restaurierung durch, bei der etwa die Hälfte des Pfeifenwerks erneuert wurde. Das Instrument hat elf Register auf einem Manual und Pedal. Der fünfteilige Prospekt ist durch drei Rundtürme, der mittlere überhöht, gegliedert.
Die beiden Glocken stammen aus den Jahren 1888 und 1909 und wurden bei der Glockengießerei Schilling in Apolda unter Verwendung der Vorgängerglocken aus dem 14. Jahrhundert gegossen.